# Байкова гора (памятник природы)
«Ба́йкова гора́» (укр. «Байкова гора») — ботанический памятник природы местного значения, расположенный на территории Соломенского района города Киева (Украина). Создан 24 октября 2002 года. Площадь — 1,1 га. Землепользователь — коммунальное предприятие по содержанию зелёных насаждений в Соломенском районе.

## История
Ботанический памятник природы местного значения был создан решением Киевского горсовета № 96/256 от 24 октября 2002 года с целью сохранения, охраны и использования в эстетических, воспитательных, природоохранных, научных и оздоровительных целях наиболее ценных экземпляров паркового строительства. На территории памятника природы запрещена любая хозяйственная деятельность, в том числе ведущая к повреждению природных комплексов.

## Описание
Памятник природы расположен в исторической местности Протасов яр у Клинического городкаː на участке между улицами Николая Амосова (спуск Протасов Яр) (напротив дома № 4), Соломенская и Протасов Яр.
Вблизи находятся остановки общественного транспорта: 1) остановка Институт сахарной свеклы маршрутного такси № 198 (от станции метро «Вокзальная»); 2) остановка ул. Протасов Яр троллейбусных маршрутов 40 и 40к (от станции метро «Олимпийская») в 200 метрах по улице Соломенская. Близлежащая станция метро   Олимпийская.

## Природа
Памятник природы представлен группой деревьев дуба обыкновенного, которая является остатками природного древостоя. Возраст деревьев достигает 220—320 лет.